# Liste der Bodendenkmäler in Triefenstein
Auf dieser Seite sind die Bodendenkmäler in dem unterfränkischen Markt Triefenstein zusammengestellt. Diese Tabelle ist eine Teilliste der Liste der Bodendenkmäler in Bayern. Grundlage ist die Bayerische Denkmalliste, die auf Basis des Bayerischen Denkmalschutzgesetzes vom 1. Oktober 1973 erstmals erstellt wurde und seither durch das Bayerische Landesamt für Denkmalpflege geführt wird. Die folgenden Angaben ersetzen nicht die rechtsverbindliche Auskunft der Denkmalschutzbehörde.

## Bodendenkmäler in Triefenstein

### Bodendenkmäler in der Gemarkung Homburg a.Main
| Lage                      | Objekt | Akten-Nr.     | Bild |
| ------------------------- | --- | ------------- | ---- |
| Homburg a.Main (Standort) | Körpergräber der Merowingerzeit.                                                                           | D-6-6223-0011 |      |
| Homburg a.Main (Standort) | Körpergräber der frühen Neuzeit.                                                                           | D-6-6223-0028 |      |
| Homburg a.Main (Standort) | Mittelalterlicher Vorgängerbau der neoromanischen Katholischen Pfarrkirche St. Burkard von Homburg a.Main. | D-6-6223-0032 |      |
| Homburg a.Main (Standort) | Befunde des Mittelalters und der frühen Neuzeit im Bereich des Schlosses von Homburg a.Main.               | D-6-6223-0033 |      |
| Homburg a.Main (Standort) | Mittelalterliche und frühneuzeitliche Ortsbefestigung von Homburg.                                         | D-6-6223-0034 |      |
| Homburg a.Main (Standort) | Befestigter mittelalterlicher und frühneuzeitlicher Kernort von Homburg a.Main.                            | D-6-6223-0035 |      |
| Homburg a.Main (Standort) | Befunde der frühen Neuzeit im Bereich der westlichen Vorstadt von Homburg a.Main.                          | D-6-6223-0036 |      |

### Bodendenkmäler in der Gemarkung Lengfurt
| Lage                | Objekt | Akten-Nr.     | Bild |
| ------------------- | --- | ------------- | ---- |
| Lengfurt (Standort) | Befunde der frühen Neuzeit im Bereich der Katholischen Pfarrkirche St. Jakobus d. Ä. von Lengfurt.              | D-6-6123-0089 |      |
| Lengfurt (Standort) | Spätmittelalterliche Ortsbefestigung von Lengfurt.                                                              | D-6-6123-0090 |      |
| Lengfurt (Standort) | Mittelalterliche und frühneuzeitliche Befunde im Bereich des ehemaligen befestigten Ortsbereiches von Lengfurt. | D-6-6123-0091 |      |

### Bodendenkmäler in der Gemarkung Trennfeld
| Lage                 | Objekt | Akten-Nr.     | Bild |
| -------------------- | --- | ------------- | ---- |
| Trennfeld (Standort) | Mittelalterlicher Burgstall und Abschnittsbefestigung der Hallstattzeit.                                                         | D-6-6123-0015 |      |
| Trennfeld (Standort) | Befunde des Mittelalters und der frühen Neuzeit im Bereich des ehemaligen Augustiner-Chorherrenstiftes Triefenstein mit Gutshof. | D-6-6123-0093 |      |
| Trennfeld (Standort) | Bestattungsplatz mit Grabhügeln vorgeschichtlicher Zeitstellung.                                                                 | D-6-6223-0012 |      |
| Trennfeld (Standort) | Bestattungsplatz mit Grabhügeln vorgeschichtlicher Zeitstellung.                                                                 | D-6-6223-0013 |      |
| Trennfeld (Standort) | Siedlung vor- und frühgeschichtlicher Zeitstellung.                                                                              | D-6-6223-0022 |      |
| Trennfeld (Standort) | Siedlung vor- und frühgeschichtlicher Zeitstellung.                                                                              | D-6-6223-0023 |      |
| Trennfeld (Standort) | Befunde der frühen Neuzeit im Bereich der Katholischen Pfarrkirche St. Georg von Trennfeld.                                      | D-6-6223-0038 |      |
| Trennfeld (Standort) | Bestattungsplatz mit Grabhügeln vorgeschichtlicher Zeitstellung.                                                                 | D-6-6223-0049 |      |